# 香港網民投訴聖經不雅事件
香港網民投訴聖經不雅事件發生于2007年5月15日至17日期間，香港影視處收到不少有關《聖經》內容淫褻及不雅的投訴，截至17日傍晚累積有超2,000多宗投訴。有人懷疑這些投訴是因為受到《香港中文大學學生報》情色版事件影響，而有網民作出的報復行為。但無可置疑，投訴《聖經》的行動的確緊隨著《中大學生報》被評為二級不雅物品而發生，
而且召集人亦多次引用《中大學生報》為對比對象。《中大學生報》編委會於5月17日表示，群眾要求將《聖經》送檢一事與編委會無關，亦不知有人作出行動。
此外，事件亦掀起一連串的投訴活動，包括有市民投訴伊斯蘭教經典《古蘭經》不雅、中國文學著作《金瓶梅》不雅、佛教經典血腥，美女與野獸人獸交等。 

## 外國傳媒報導
英國傳媒蘇格蘭人報及美國傳媒福克斯新聞頻道5月16日轉載有關報道。 

## 事件跟進
自從影視及娛樂事務處在5月20日以聖經是宗教文獻，亦是人類文明的一部分，歷代相傳。認為這些源遠流長的宗教文獻或文學作品，並沒有違反一般合理社會人士普遍接受的道德禮教標準而拒絕跟進後，申訴專員公署在6月14日就這宗事件引起社會廣泛關注而決定對前者進行調查；雖然後者認為前者以依照程序去處理而裁定投訴不成立，但卻批評前者的員工入職要求和評審機制均未達至標準而結束。

## 參看
- 大衛像#爭議
- 對聖經的批評
- 圣经与暴力

## 外部連結
- 投訴聖經大行動 （页面存档备份，存于）
- 投訴古蘭經大行動[]
- 佛經也血腥 （页面存档备份，存于）